# Conarete eluta
Conarete eluta är en tvåvingeart som beskrevs av Pritchard 1951. Conarete eluta ingår i släktet Conarete och familjen gallmyggor.
Artens utbredningsområde är Minnesota. Inga underarter finns listade i Catalogue of Life.